# Júlia Movsesjan
Júlia Movsesjan (* 26. November 1981 als Julija Kotschetkowa (russisch Юлия Викторовна Кочеткова, slowakische Transkription Júlia Kočetková) in Kopeisk) ist eine slowakisch-russische Schachmeisterin.

## Leben
Sie erhielt im Jahr 2006 den Titel Großmeister der Frauen. Die erforderlichen Normen erreichte sie im Mai 2001 bei der russischen Frauenmeisterschaft in Elista, im Dezember 2003 beim 10. Internationalen Frauenturnier („Admiraltejskij“) in Sankt Petersburg und im Januar 2006 beim FINEC-WGM-Turnier ebenfalls in Sankt Petersburg. Seit April 2010 spielt Kočetková für die Slowakei. Sie ist mit Sergej Movsesjan verheiratet und lebt mit ihm in Prag.
Kočetková siegte oder belegte vordere Plätze in mehreren Turnieren: 2. Platz bei einem Frauenturnier in Elista (2001), zweimal 2. Platz bei einem Frauenturnier in St. Petersburg (2003, 2006) und 2. Platz bei einem Frauenturnier in Paks (2009).
Mit der slowakischen Frauenauswahl nahm Kočetková an den Schacholympiaden 2010, 2012 und 2014 teil. Am Mitropapokal der Frauen nahm sie in den Jahren 2013 bis 2016 ebenfalls mit der slowakischen Mannschaft teil und gewann den Wettbewerb 2013. 2022 und 2024 spielte Júlia Movsesjan erneut bei den Schacholympiaden, diesmal für die tschechische Mannschaft. 
In der tschechischen Extraliga hatte sie in den Spielzeiten 2009/10 und 2010/11 einzelne Einsätze als Reservespielerin des ŠK Rapid Pardubice, in der deutschen Schachbundesliga der Frauen spielt sie seit der Saison 2010/11 für die Rodewischer Schachmiezen. In der russischen Mannschaftsmeisterschaft der Frauen spielte Kočetková für die Mannschaften von Schyschmaty Tscheljabinsk, mit der sie 2000 die Meisterschaft gewann, und Südural Tscheljabinsk. Mit beiden Tscheljabinsker Mannschaften nahm sie auch am European Club Cup der Frauen teil, am erfolgreichsten war sie 2005, als sie mit Südural Tscheljabinsk den zweiten Platz erreichte und das beste Einzelergebnis am vierten Brett erzielte. In der österreichischen Frauenbundesliga spielte Movsesjan für das Team von ASVÖ Pamhagen, mit dem sie 2016 und 2017 den Titel gewann.